# Trussel mod folkesundheden af international betydning
Trussel mod folkesundheden af international betydning (en: public health emergency of international concern, 'PHEIC') er en erklæring der fremsættes af generaldirektøren for WHO − baseret på rådgivning fra en ad hoc komité, Emergency Committee − i overensstemmelse med artikel 12 i de internationale sundhedsforordninger (International Health Regulations, 'IHR').

## Baggrund
Der findes flere overvågnings- og responssystemer over hele verden til tidlig opsporing og effektiv respons med henblik på at inddæmme spredning af sygdom. Der kan forekomme tidsforsinkelser af to hovedårsager.
Den første er forsinkelsen mellem det første udbrud og sundhedsvæsenets bekræftelsen heraf. Det kan imødegås af god overvågning via dataindsamling, evaluering og organisering.
En anden forsinkelse kan forekomme mellem afsløringen af udbruddet og erklæringen af det som et internationalt anliggende.
Erklæringen offentliggøres af et nødudvalg (Emergency Committee, 'EC') bestående af internationale eksperter, der opererer under IHR (2005). Det blev oprettet efter SARS-udbruddet i 2002/2003. 

I henhold til de internationale sundhedsforskrifter fra 2005 (IHR) har stater juridisk pligt til omgående at reagere på en PHEIC-erklæring.

## Definition
En trussel mod folkesundheden af international betydning ('PHEIC') er defineret i International Health Regulations, 'IHR', WHO’s sundhedsregulativ fra 2005 som:
"en ekstraordinær begivenhed, der vurderes at udgøre en folkesundhedsrisiko for andre stater ved spredning af sygdom internationalt og potentielt kræve en koordineret international respons".
Denne definition indebærer en situation, der er:
alvorlig, pludselig, usædvanlig eller uventet;
har konsekvenser for folkesundheden ud over den berørte stats nationale grænse; og
kan kræve øjeblikkelig international handling.

## Rapportering af mulige tilfælde
I henhold til de internationale sundhedsforskrifter (IHR (2005) er deltagerstater forpligtet til at foretage en vurdering af begivenheder der finder sted inden for deres territorier og vedrører folkesundheden ved hjælp af det beslutningsinstrument, der er anført i bilag 2 til forordningerne, og derefter underrette WHO om alle relevante begivenheder inden for 24 timer efter en sådan vurdering.
Der er fire tilfælde der altid skal rapporteres:
kopper − smallpox
polio − poliomyelitis due to wild type poliovirus
human influenza af ny type − human influenza caused by a new subtype
SARS − severe acute respiratory syndrome (SARS)

## Procedurer − Emergency Committee
For at erklære en PHEIC er WHO's generaldirektør forpligtet til at tage hensyn til faktorer, der inkluderer risikoen for menneskers sundhed og international spredning samt rådgivning fra et internationalt sammensat ekspertudvalg, IHR Emergency Committee (EC), hvoraf den ene skal være en ekspert, der er udpeget af staten inden for hvis område begivenheden er under udvikling.
I stedet for at være et stående udvalg, oprettes Emergency Committee ad hoc.
Indtil 2011 blev navnene på komitéens medlemmer ikke offentliggjort; efter reformer sker det nu. Medlemmerne vælges i henhold til den pågældende sygdom og begivenhedens art. Navne hentes fra 'IHR Experts Roster', ekspertliste. Generaldirektøren modtager EC's råd efter deres tekniske vurdering af krisen ved hjælp af lovlige kriterier ('legal criteria') og en forudbestemt algoritme efter gennemgang af alle tilgængelige data om begivenheden. Ved fremsættelse af erklæringen udfærdiger EC henstillinger om, hvilke foranstaltninger generaldirektøren og medlemsstaterne skal tage for at håndtere krisen. Anbefalingerne er midlertidige og kræver fornyet gennemgang hver tredje måned.

## Erklærede tilfælde af 'PHEIC' i perioden 2005-2020
Siden de internationale sundhedsbestemmelser (International Health Regulations, 'IHR') trådte i kraft i 2005 og frem til 2020, er følgende seks begivenheder erklæret i denne kategori, dvs. som trussel mod folkesundheden af international betydning, 'PHEIC':
| Tidspunkt        | 'PHEIC'-begivenhed                | Kommentar                                                          |
| ---------------- | --------------------------------- | ------------------------------------------------------------------ |
| 2009, april      | Influenzapandemien 2009           |                                                                    |
| 2014, maj        | Polio                             |                                                                    |
| 2014, august     | Ebola-udbruddet i Vestafrika 2014 |                                                                    |
| 2016, februar    | Zikavirusepidemien 2015/2016 (en) | Se Zikavirus                                                       |
| 2019, juli       | Ebola                             |                                                                    |
| 2020, 30. januar | Coronaviruspandemien i 2019-2020  | WHO erklærede 11. marts 2020 udbruddet af COVID-19 for en pandemi. |